# Barden (Craven)
Barden is een civil parish in het bestuurlijke gebied Craven, in het Engelse graafschap North Yorkshire.